# Берн — Женева
Берн — Женева (англ. Bern-Geneva) — шоссейная однодневная велогонка, с 1908 по 1961 год периодически проводившаяся в Швейцарии по маршруту Берн — Женева. 

## Призёры
| Год                      | Победитель         | Второй          | Третий           |
| ------------------------ | ------------------ | --------------- | ---------------- |
| 1908                     | Марсель Лекатр     | Риккардо Маффео | Мариус Бюдри     |
| 1909                     | Марсель Лекатр     | Франсуа Леклерк | Шарль Гюйо       |
| 1910                     | Марсель Лекатр     | Риккардо Маффео | Отто Видмер      |
| 1911                     | Марсель Перьер     | Отто Видмер     | Арнольд Гранжан  |
| 1912                     | Марсель Перьер     | Отто Видмер     | Шарль Гюйо       |
| 1913                     | Отто Видмер        | Р. Мерки        | Мариус Бюдри     |
| 1914 не проводилась      |                    |                 |                  |
| 1915                     | Анри Райнвальд     | Арнольд Гранжан | Жуль Гранжан     |
| 1916                     | Арнольд Гранжан    | Марсель Перьер  | Жуль Гранжан     |
| 1917                     | Шарль Гюйо         | Марсель Лекатр  | Риккардо Маффео  |
| 1918                     | Марсель Лекатр     | Риккардо Маффео | Марсель Перьер   |
| 1919                     | Анри Райнвальд     | Риккардо Маффео | Отто Видмер      |
| 1920 не проводилась      |                    |                 |                  |
| 1921                     | Шарль Гюйо         | Шарль Антенен   | Жан Мартине      |
| 1922 не проводилась      |                    |                 |                  |
| 1923                     | Анри Гийо          | Кастор Ноттер   | Жан Мартине      |
| 1924 не проводилась      |                    |                 |                  |
| 1925                     | Феликс Мантей      | Анри Гийо       | Каспар Шнайдер   |
| 1926 не проводилась      |                    |                 |                  |
| 1927                     | Эрнест Амбро       | Жерар Вийемье   | Анри Реймон      |
| 1928                     | Жерар Вийемье      | Макс Байифар    | Йозеф Томазини   |
| 1929 не проводилась      |                    |                 |                  |
| 1930                     | Рене Шенкер        | Либеро Фибби    | Ханс Руфенер     |
| 1931                     | Жерар Вийемье      | Тео Хайман      | Ханс Салцман     |
| 1932-1939 не проводилась |                    |                 |                  |
| 1940                     | Вальтер Диггельман | Йозеф Вагнер    | Ханс Мартин      |
| 1941-1958 не проводилась |                    |                 |                  |
| 1959                     | Макс Шелленберг    | Фриц Галлати    | Ханс Холленштайн |
| 1960                     | Рене Штрелер       | Рене Павар      | Вилли Трепп      |
| 1961                     | Анри Англад        | Рольф Маурер    | Хайнц Граф       |

## Рекорд побед

### Индивидуально
| Побед | Гонщик         | Года                   |
| ----- | -------------- | ---------------------- |
| 4     | Марсель Лекатр | 1908, 1909, 1910, 1918 |
| 2     | Марсель Перьер | 1911, 1912             |
| 2     | Анри Райнвальд | 1915, 1919             |
| 2     | Шарль Гюйо     | 1917, 1921             |
| 2     | Жерар Вийемье  | 1928, 1931             |

### По странам
| Побед | Страна             |
| ----- | ------------------ |
| 20    | Швейцария          |
| 1     | Германия · Франция |